# اکا، فوکواکا
اکا، فوکواکا (به لاتین: Aka, Fukuoka) یک سکونتگاه مسکونی در ژاپن است که در استان فوکوئوکا واقع شده‌است.

## خصوصیات
اکا ۳٬۵۳۵ نفر جمعیت دارد.